# Antoine Penchenier
Antoine Penchenier (* Montélimar; † 1761) war ein französischer Arzt  und Enzyklopädist.

## Leben und Wirken
Penchenier stammte aus Montélimar und studierte in Montpellier Medizin, wo er auch praktizierte. Er redigierte für die Encyclopédie  von Denis Diderot das Lemma goutte. Dort setzte er sich kritisch mit dem Wundermittel und Antidot Orvietan auseinander.